# 近距離戀愛
《近距離戀愛》是Mikimoto凜所創作的少女漫畫。在《別冊FRIEND》2007年11月號開始進行連載，並於翌年3月出版首批單行本。作品於2011年6月正式完結，共40話。2014年被改編成真人版電影及電視劇近《近距離戀愛～Season Zero～》。

## 登場角色
櫻井遙（さくらい はるか）
擔任英語教師的櫻井遙帥氣出眾而充滿自信，在女學生中許多人都為他著迷。
樞木潤希（くるるぎ ゆに）
現年16歲的高中生樞木潤希是成績優秀、樣樣全能的天才少女，標準傲嬌系的她外表冷漠，無論內心情感如何波動總是表現得處亂不驚，美中不足的是，英語是最讓潤希頭疼的科目。
瀧澤美麗（たきざわ みれい）
櫻井青梅竹馬的前女友。
的場龍（まとば りゅう）
喜歡潤希。夢想成為糕點師。
名波菊子（ななみ きくこ）
潤希唯一的好朋友。暱稱娜美。
佐藤咲（さとう さき）
娜美的男朋友。

## 單行本
| 卷數 | 講談社         | 講談社                 | 東立出版社     | 東立出版社             |
| 卷數 | 發售日期       | ISBN                   | 發售日期       | EAN / ISBN             |
| ---- | -------------- | ---------------------- | -------------- | ---------------------- |
| 1    | 2008年3月13日  | ISBN 978-4-06-375455-1 | 2009年7月8日   | ISBN 978-986-10-3683-0 |
| 2    | 2008年8月11日  | ISBN 978-4-06-375544-2 | 2009年7月8日   | ISBN 978-986-10-3684-7 |
| 3    | 2009年1月13日  | ISBN 978-4-06-375631-9 | 2009年8月31日  | ISBN 978-986-10-3685-4 |
| 4    | 2009年5月13日  | ISBN 978-4-06-375710-1 | 2009年10月20日 | ISBN 978-986-10-3769-1 |
| 5    | 2009年10月13日 | ISBN 978-4-06-375806-1 | 2010年4月27日  | ISBN 978-986-10-4651-8 |
| 6    | 2010年2月12日  | ISBN 978-4-06-375866-5 | 2010年8月23日  | ISBN 978-986-10-5328-8 |
| 7    | 2010年7月13日  | ISBN 978-4-06-375937-2 | 2011年1月13日  | ISBN 978-986-10-6140-5 |
| 8    | 2010年10月13日 | ISBN 978-4-06-375974-7 | 2011年5月17日  | ISBN 978-986-10-6647-9 |
| 9    | 2011年2月10日  | ISBN 978-4-06-376020-0 | 2011年7月17日  | ISBN 978-986-10-7419-1 |
| 10   | 2011年6月13日  | ISBN 978-4-06-376074-3 | 2012年1月12日  | ISBN 978-986-10-8201-1 |

## 電視劇
《近距離戀愛~Season Zero~》 是電影「近距離戀愛」的前傳，講述櫻井遙在十年前的高校時代的生活，跟好友及無血緣關係的姐姐之間的友誼及戀愛故事。本劇由小傑尼斯的阿部顯嵐、岸優太及石橋杏奈主演。內容與漫畫無關。

### 演員

#### 主要人物
- 櫻井遙〈17〉 -   阿部顯嵐（小傑尼斯）（童年：大橋律）
- 滝沢 美麗〈17〉 -  石橋杏奈（童年：茂内麻結）
- 高塔 凛凛子〈19〉 -  足立梨花
- 鮎川 奏多〈17〉 - 岸優太（King & Prince）（童年：黑沢風成）

#### 西泉高校
- 梶原 光輝 - 高橋颯（小傑尼斯）
- 新谷 海斗 - 田島將吾（小傑尼斯）
- 汐見 豪 - 長妻憐央（小傑尼斯）
- 掛居 真帆 - 山地まり
- 綿貫 亞紀 - 松川星
- 宇野 紗也香 - 小山莉奈
- 藤沢 愛梨 - 樋口柚子
- 綾波 理奈 - 川島絵里香
- 田岡（英語教師） - 前川茂輝

#### 慶稜美術大学
- 坂井 麻理恵 - 久慈暁子
- 橘 將吾 - 永山たかし

#### 其他
- 滝沢 恭一郎 - 渡辺翔太 (Snow Man)
- 高搭 航平 - 岩田知幸

#### 西泉高校（10年後）
- 桐谷 - 岡山天音
- 町田 風香 - 小山内花凜
- 草間 櫻 - 田代ひかり
- 舞花 - 鈴木愛理（℃-ute）

### 播放日程
| 各話       | 播放日   | 導演       |
| ---------- | -------- | ---------- |
| episode 1  | 7月20日  | 河合勇人   |
| episode 2  | 7月27日  | 河合勇人   |
| episode 3  | 8月03日  | 河合勇人   |
| episode 4  | 8月10日  | 河合勇人   |
| episode 5  | 8月17日  | 河合勇人   |
| episode 6  | 8月24日  | 後藤孝太郎 |
| episode 7  | 9月07日  | 河合勇人   |
| episode 8  | 9月14日  | 中茎強     |
| episode 9  | 9月21日  | 中茎強     |
| episode 10 | 9月28日  | 中茎強     |
| episode 11 | 10月5日  | 河合勇人   |
| episode 12 | 10月12日 | 河合勇人   |

### 播放電視台
| 播放地區   | 放送局            | 播放日期                 | 播放時間                                 | 系列           | 備註             |
| ---------- | ----------------- | ------------------------ | ---------------------------------------- | -------------- | ---------------- |
| 關東區域圈 | 日本電視台（NTV） | 2014年7月20日 - 10月12日 | 日曜日 0:50 - 1:20（土曜日深夜）         | 日本電視台系列 | 制作局           |
| 福岡縣     | 福岡放送（FBS）   | 2014年7月24日 - 10月16日 | 木曜日 2:10 - 2:40（水曜日深夜）         | 日本電視台系列 | 比關東遲4天播放  |
| 宮城縣     | 宮城電視台（MMT） | 2014年7月29日 - 10月21日 | 火曜日 0:59 - 1:29（月曜日深夜）         | 日本電視台系列 | 比關東遲9天播放  |
| 近畿廣域圏 | 讀賣電視台（ytv） | 2014年7月31日 - 10月16日 | 木曜日 2:43 - 3:18（水曜日深夜）         | 日本電視台系列 | 比關東遲4天播放  |
| 北海道     | 札幌電視台（STV） | 2014年8月3日 - 11月2日   | 日曜日 2:25 - 2:55（土曜日深夜）         | 日本電視台系列 | 比關東遲14天播放 |
| 中京廣域圈 | 中京電視台（CTV） | 2014年8月6日 - 10月22日  | 水曜日 2:37 - 3:07（火曜日深夜）         | 日本電視台系列 | 比關東遲10天播放 |
| 山梨縣     | 山梨放送（YBS）   | 2015年1月7日 - 2月12日   | 水・木曜日 1:26 - 1:56（火・水曜日深夜） | 日本電視台系列 |                  |

## 電影
《近距離戀愛》是日本2014年10月11日公映的真人版愛情電影，根據MIKIMOTO凜同名少女漫畫改編，由熊澤尚人執導，山下智久、小松菜奈、水川麻美等主演。
影片講述前模特兒男教師－櫻井遙（山下智久）大受學生歡迎，傲嬌的他遇上超高冷天才女高中生－樞木潤希（小松菜奈 演），為了改變她要她放學留下進行只有兩個人的課外輔導，戀愛經驗豐富的他本著惡作劇的想法向戀愛經驗為零的潤希調情，不料自己也陷入了禁斷師生戀。
影片在日本全國上映之後，首三天已取得超過十八萬的觀賞次數，及後連續三週獲得周末票房榜第一名的成績。

### 演員
- 櫻井遙 - 山下智久
- 樞木潤希 - 小松菜奈
- 的場竜 - 小瀧望（Johnny's WEST)
- 名波菊子 - 山本美月
- 滝沢美麗 - 水川麻美
- 明智数馬 - 新井浩文
- 佐藤咲 - 佐野和真
- 吉田芽衣 - 古畑星夏